# Belgique au Concours Eurovision de la chanson 1986
La Belgique a participé au Concours Eurovision de la chanson 1986 à Bergen, en Norvège. C'est la 31e participation ainsi que la 1re victoire de la Belgique au Concours Eurovision de la chanson.
Le pays est représenté par Sandra Kim et la chanson J'aime la vie, sélectionnés via une finale nationale organisée par la Radio-télévision belge de la Communauté française (RTBF). La Belgique remporte pour la première fois l'Eurovision, recevant 176 points.

## Sélection

### Finale nationale
La finale a eu lieu le 2 mars 1986 à Bruxelles, présentée par Patrick Duhamel. Seule la chanson gagnante fut annoncée au public,.
| Ordre | Artiste            | Chanson                 | Place |
| ----- | ------------------ | ----------------------- | ----- |
| 1     | Michel Almann      | Toi                     | -     |
| 2     | Axel Faye          | Tope-là !               | -     |
| 3     | Formule II         | Tout, je te donne tout  | -     |
| 4     | Elisabeth Granec   | Mon pays c'est la Terre | -     |
| 5     | Dino Lizi          | Chante avec nous        | -     |
| 6     | Makof              | SOS                     | -     |
| 7     | Sandra Kim         | J'aime la vie           | 1     |
| 8     | Toxic              | L'aventure c'est toi    | -     |
| 9     | Jean-Claude Watrin | Au-delà de nos rêves    | -     |

## À l'Eurovision

### Points attribués par la Belgique
| 12 points | Suisse      |
| 10 points | Luxembourg  |
| 8 points  | Finlande    |
| 7 points  | Allemagne   |
| 6 points  | Turquie     |
| 5 points  | Norvège     |
| 4 points  | Yougoslavie |
| 3 points  | Espagne     |
| 2 points  | Irlande     |
| 1 point   | Autriche    |

### Points attribués à la Belgique
| 12 points                                          | 10 points                                                                                            | 8 points  | 7 points | 6 points           |
| -------------------------------------------------- | --- | --------- | -------- | ------------------ |
| - Finlande - France - Irlande - Portugal - Turquie | - Chypre - Danemark - Espagne - Islande - Luxembourg - Pays-Bas - Royaume-Uni - Suisse - Yougoslavie | - Norvège |          | - Autriche - Suède |
| 5 points                                           | 4 points                                                                                             | 3 points  | 2 points | 1 point            |
| - Israël                                           | |           |          | - Allemagne        |

Sandra Kim interprète J'aime la vie en 13e position sur la scène après l'Irlande et avant l'Allemagne. Au terme du vote final, la Belgique termine 1re sur 20 pays avec 176 points et remporte le concours.